# Герб Бережанського району
Герб Бережанського району — офіційний символ Бережанського району, затверджений 26 квітня 2001 р. рішенням сесії районної ради.

## Опис
На лазуровому полі золотий олень з піднятим переднім лівим копитом, над яким - золота ж корона з трьома зубцями.